# Mosteiro de Sant Andreu de Sureda
O Mosteiro de Sant Andreu de Sureda é um antigo mosteiro românico beneditino na cidade e comuna à qual deu o seu nome, na região de Roussillon, no Norte da Catalunha.

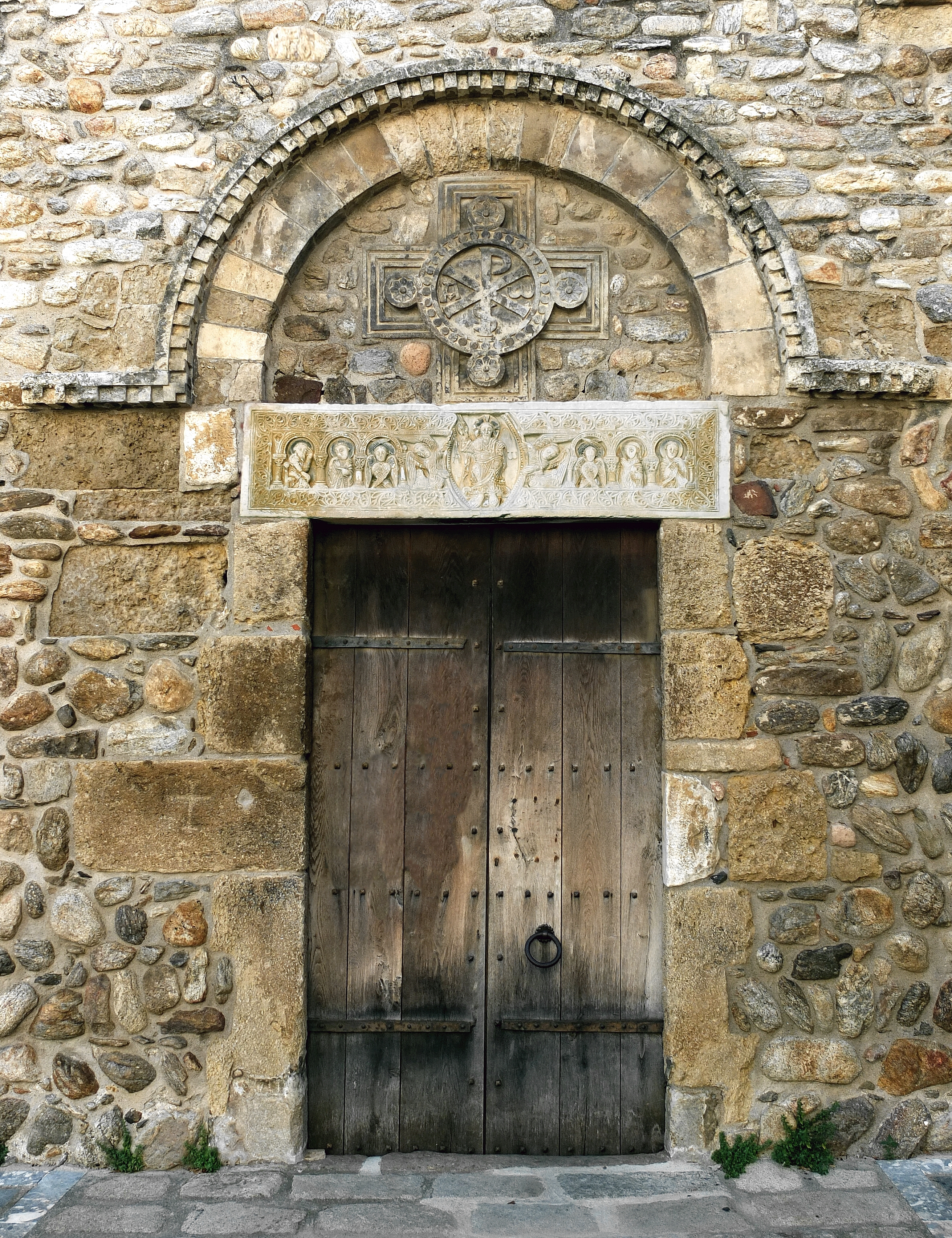
O portal

A igreja de Sant Andreu, que foi sede de um mosteiro beneditino, é a atual paróquia da vila. Está localizada no centro da cidade, mas no lado noroeste do antigo recinto da cellera da vila: o mosteiro ficava no exterior, nos limites da cidade. Dentro do centro da cidade, existia uma outra igreja, a de Santa Maria, que servia de igreja paroquial, uma vez que a do mosteiro estava reservada ao uso monástico.
Fundado pelo Abade Miró por volta de 800, o mosteiro foi inicialmente localizado no Vall de Sant Martí e, posteriormente, transferido para perto do rio Tatzó, onde se encontra hoje. Miró fundou também as celas de Sant Martí de Montforcat, Sant Hilari e Sant Martí de Fenollar.
O mosteiro cedo prosperou e, em 823 já possuía as cidades de Sant Martí de la Vall e Tatzó d'Amunt, para além da vila de Garrigues e das terras adjacentes. Em 1109, a Condessa Ava, regente de Roussillon, uniu-o a Santa Maria de la Grassa, embora mantivesse a proteção dos Condes de Roussillon.
A igreja foi consagrada em 1121 por Pere, bispo de Elna, que confirmou também a posse da igreja de Santa Maria, adjacente ao mosteiro e à igreja paroquial da vila, bem como de outras da região.
A importância da abadia cresceu ao longo do século XII, mas a partir do século XIII começou a decair. No entanto, em 1225 Nunó Sanç, senhor de Roussillon, restaurou-a e garantiu a sua proteção. Em 1592 o rei Filipe II obteve do Papa Clemente VIII a união de Santo André de Sureda com a Saint-Marie d'Arles, vínculo que se prolongou até à Revolução Francesa. A partir de então, os abades de Arles passaram a ser também chamados abades de Santo André de Sureda. A série de abades, alguns simples prebendários nomeados pelo rei, manteve-se até 1801.

## A igreja

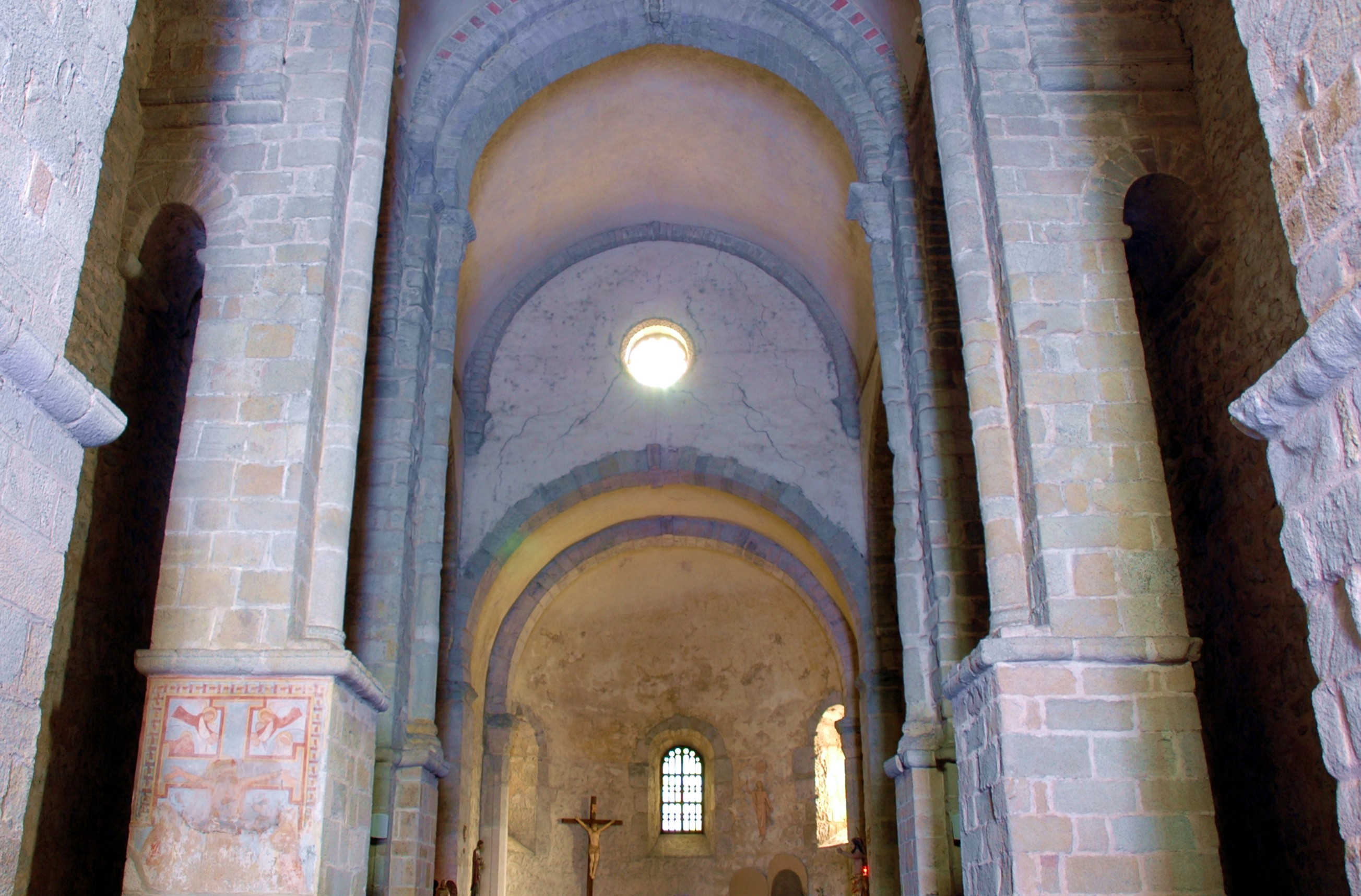
Interior a partir da entrada. Nas laterais, é possível ver os pequenos corredores

A igreja românica é o único edifício remanescente do antigo mosteiro, uma vez que tanto o claustro como os edifícios monásticos se perderam. Preserva elementos de três fases de construção, claramente visíveis no revestimento das paredes. A planta corresponde, sem dúvida, à fase mais primitiva, a arquitetura pré-românica. É de cruz latina, com nave, transepto e cabeceira triápsida, com a ábside central bastante profunda.

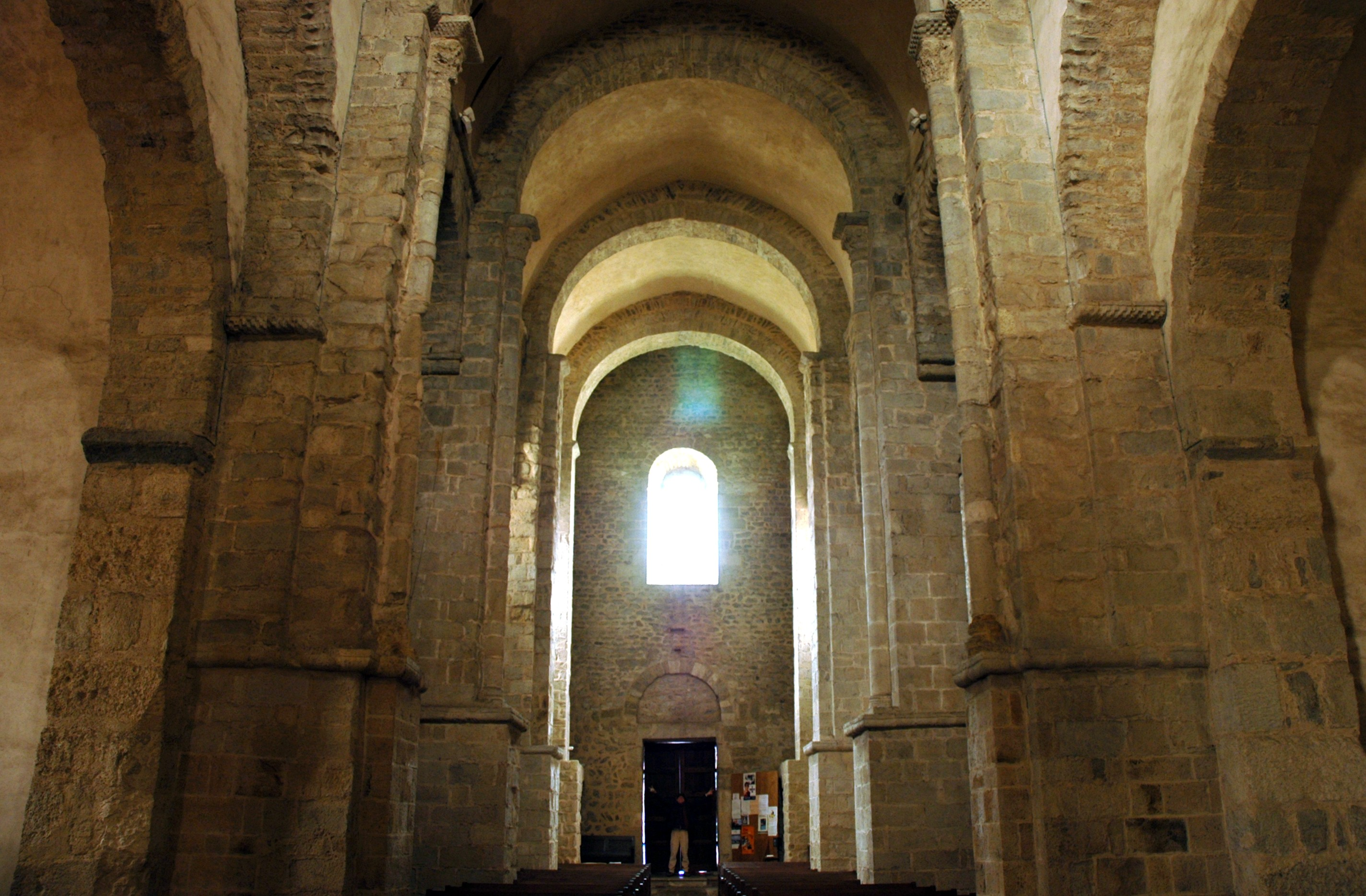
Interior visto da cabeceira

Em ambos os lados da nave, existem corredores estreitos que não se transformam em naves colaterais; não comunicam com a cabeceira e estão separados da nave por pilares com base alta em empena e semicolunas anexas com capitel simples que suportam os arcos torais.
Todos os espaços do templo são cobertos por abóbadas de berço, exceto a abside e as absides, que são de um quarto de esfera. O arco triunfal, aduela e com a pedra angular saliente de estilo clássico, é suportado por duas colunas prismáticas, restauradas, com capitéis esculpidos.

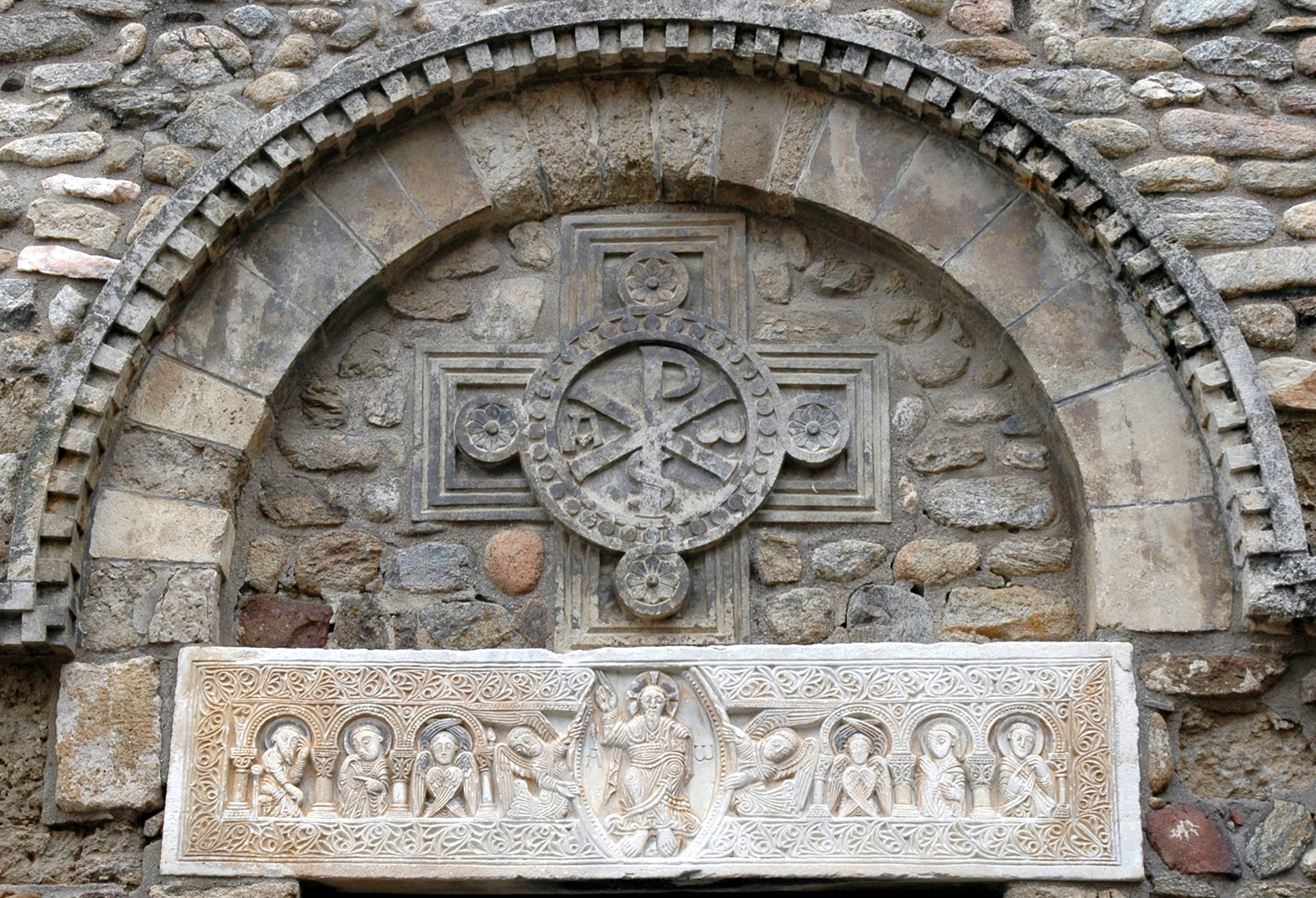
Pormenor do lintel e tímpano do portal

Na fachada poente, encontra-se o portal, coroado por um arco de volta perfeita definido por um arco de arco pleno, um tímpano decorado com uma cruz grega esculpida e um crisma inscrito dentro de um círculo, decorado com motivos florais e geométricos, bem como um lintel esculpido de grande qualidade, semelhante ao do Sant Genís de Fontanes. Os relevos mostram Cristo em Majestade ao centro, rodeado por uma auréola sustentada por dois anjos e ladeado por dois serafins e dois pares de apóstolos, todos emoldurados por um arco e rodeados por uma ampla orla de ornamentos vegetais.
Acima do portal, encontram-se outros elementos decorados: na secção do segundo tipo de dispositivo (pequeno e não quadrado), encontram-se dois silhares com figuras esculpidas em alto relevo que representam dois animais leoninos devorando uma serpente (à esquerda) e outro animal quadrúpede (à direita).

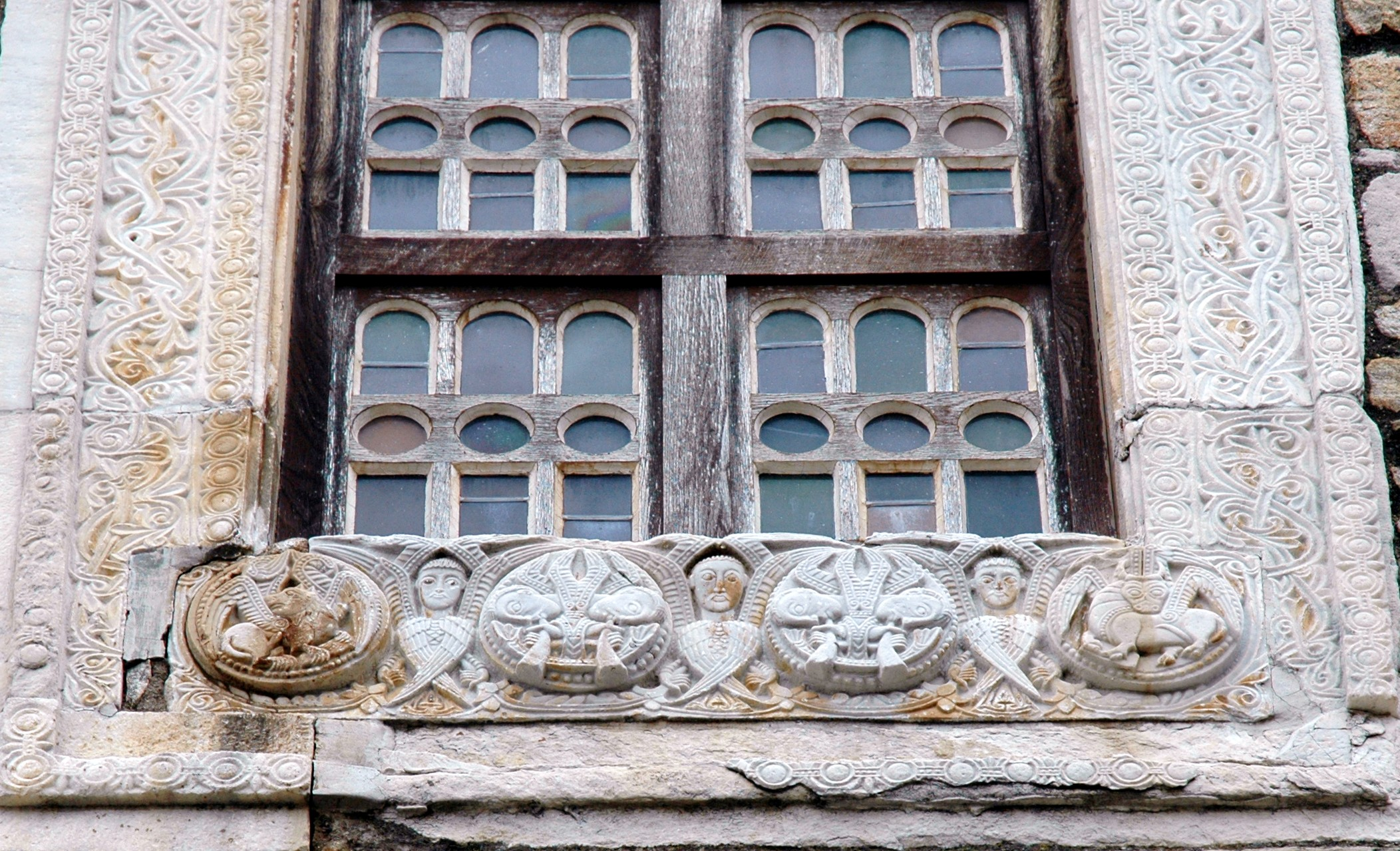
Sant Andreu de Sureda - Pormenor do montante inferior da janela que coroa o portal

O portal é coroado por uma janela composta por três montantes de mármore branco com relevos esculpidos do século XI, que originalmente faziam parte de um outro conjunto. Os montantes laterais apresentam uma decoração baseada em cercaduras vegetalistas e terminam num medalhão com o símbolo dos evangelistas Mateus (o anjo) e João (a águia). O montante inferior apresenta quatro círculos com as figuras dos evangelistas Marcos (o leão) e Lucas (o boi), nas extremidades, e anjos com trombetas no centro, separados por serafins.
No interior, sobre a mesa do altar-mor, do mesmo mestre do tímpano, encontra-se uma pia de água benta e um apóstolo embutidos nas paredes, o que o torna um dos primeiros testemunhos da escultura românica catalã. Três lápides romanas "cippi" indicam a existência de uma antiga construção romana no local. Num pilar da igreja e numa das paredes do antigo e destruído claustro, encontram-se também vestígios de antiga pintura românica.

## O claustro
Embora o claustro não exista atualmente como tal, sabe-se alguma coisa sobre ele e alguns vestígios foram preservados. Parece que pode ter sido destruído em Maio de 1285 pelas tropas de Filipe III, o Temerário, durante a guerra deste rei com Pedro II o Grande. Segundo algumas versões, os seus capitéis teriam servido para reconstruir o Claustro de Elne, também destruído na mesma guerra. No entanto, isto é apenas conjectura, uma vez que o próprio Ponsich situa o seu desaparecimento no século XV. O declínio do mosteiro, parcialmente abafado pelo de Sant Genís de Fontanes, fez com que o claustro perdesse as suas funções e, já antes do século XVIII (é mencionado como um claustro em ruínas em 1744), começou, gradualmente, a tornar-se uma ruína.
Os capitéis atribuídos a este claustro situá-lo-iam na segunda metade do século XII, o que sugere que se trata de uma construção posterior à união com o mosteiro de La Grassa. O claustro, de acordo com os vestígios encontrados, situava-se no ângulo formado pela fachada norte do templo e pelo braço norte do transepto. Existem vestígios do telhado, bem como de uma pequena porta que o deve ter comunicado com a igreja. Seria necessário um levantamento arqueológico neste sector para delimitar a extensão exacta do claustro.
Existem vários capitéis encontrados em diferentes locais e provenientes de Sant Andreu de Sureda. Todas elas são muito próximas das de Sant Miquel de Cuixà. São obras de qualidade, esculpidas em mármore branco de Ceret, e de dimensões muito semelhantes: medem geralmente entre 34 e 37 cm (os três tamanhos: altura, largura e profundidade). Uma delas foi integrada no coro da própria igreja do mosteiro; uma segunda, suportando a pia batismal da mesma igreja; uma terceira, na pia batismal de Sant Joan la Cella, e mais cinco, na igreja de Santa Coloma de Cabanes, de Sant Genís de Fontanes.